# فولكر هيس
فولكر هيس (بالألمانية: Volker Hesse)‏ هو مخرج ألماني، ولد في 30 ديسمبر 1944 في هنسرك في ألمانيا.

## وصلات خارجية
- فولكر هيس على موقع IMDb (الإنجليزية)
- فولكر هيس على موقع مونزينجر (الألمانية)